# Blagoje Marjanović
Blagoje "Moša" Marjanović (serbiska: Благоје "Моша" Марјановиђ), född den 9 september 1907 och död den 1 oktober 1984, var en serbisk fotbollsspelare. Marjanović var under 1920- och 1930-talen en av Kungariket Jugoslaviens bästa fotbollsspelare och en av nyckelspelarna i det jugoslaviska landslag som nådde semifinal i det första världsmästerskapet i fotboll 1930.

## Klubbkarriär
Marjanović spelade för ett flertal olika jugoslaviska klubbar under sin karriär. Han började karriären som ung spelare i SK Jugoslavija i hemstaden Belgrad. Han kom så småning om att hamna i BSK Beograd 1926 där han sedan blev kvar ända till 1939, alltså hela tretton år. Under 1930-talet hade BSK sin storhetstid, bland annat tack vare Marjanović. Han var med och förde klubben till fem segrar i den jugoslaviska ligan under 1930-talet och han blev även under samma period tillsammans med lagkamraten Aleksandar Tirnanić den förste spelaren i Jugoslavien som fick betalt för att spela fotboll.

## Landslagskarriär
Marjanović debuterade för det jugoslaviska landslaget redan 1926 som 19-åring och han hann med att spela hela 57 matcher för landslaget innan han lade av. Han deltog i de olympiska spelen 1928.
Han var en av spelarna i Jugoslaviens VM-trupp till VM 1930 i Uruguay. Han spelade i alla Jugoslaviens matcher och gjorde ett mål i gruppspelsmatchen mot Bolivia. Jugoslavien tog sig till semifinal efter gruppseger före Brasilien, men förlorade semifinalen mot hemmanationen Uruguay med hela 6-1.

## Tränarkarriär
Under 1950-talet var Marjanović tränare för först sin gamla klubb BSK Beograd och sedan för de två italienska klubbarna AC Torino och Catania.